# 黎笋
黎笋（發音：[lē zʷə̂n]；1907年4月7日—1986年7月10日），越南共产党、越南民主共和国和越南社会主义共和国的主要缔造者和领导人之一，印度支那共产党的早期创始人之一。先后担任越南劳动党中央委员会第一书记和越南共产党中央委员会总书记，統治越南（包括北越時期）長達17年（胡志明在世时任党主席是最高领导人，第一书记排第二位）。

## 生平
黎筍，原名黎文润（Lê Văn Nhuận），1907年4月7日生于越南广治省肇丰县的一个农民家庭。 
1928年参加越南青年革命同志会，在20世纪20年代便以一名铁路工人的身份投身共产主义。
1930年印度支那共产党成立时成为首批党员。1931年黎笋被委任为北圻区委宣传处委员（Ủy Viên Ban Tuyên Huấn Xứ Bắc Kỳ）。1931年底被法国殖民当局逮捕并判刑20年；1936年法国人民战线掌权组阁后﹐实行对印度支那政治犯特赦政策时黎笋获释。1940年黎笋再次被捕，被判处10年监禁并放逐到最南部的昆仑岛（Côn Đảo）坐牢。1946年12月，黎笋被委任为南部区书记（Bí Thư Xứ ủy Nam Bộ，即后来的越南劳动党南方局）直至1954年。1957年越南劳动党中央调黎笋回河内担任政治局常委。1958年下半年又赴南方视察。在1959年1月的第15次中央委员会全体会议上，做了“南方同胞反美吴斗争运动”的报告，中央全会决议强调南方革命“有可能采取和平发展的方法”，另一方面准备发动“反美吴集团的起义”的武装斗争。1959年5月19日，一支物资运输团人员成立，为“南方战场的运输开路”。到1959年8月份，第一支北方军队人员上路，沿着长山山脉新开辟的运输线——胡志明小道，进入南方战斗。1960年9月越南劳动党举行第三届党代表大会，黎笋成为中央委员会第一书记，相当于中央委员会主席胡志明之下的越共二号領導人。
1969年胡志明逝世后，越南勞動黨不再設主席職務，作為第一書記的黎笋成為北越的最高領導人，领导并随后统一了越南。当南越并入北越之时，1976年底越南劳动党第十次代表大会决定改名越南共产党，黎笋成为越共中央总书记，成為越共的最高領導人。黎笋在苏联的支持之下於1978年下令入侵柬埔寨，1979年黎笋獲授列宁和平奖。

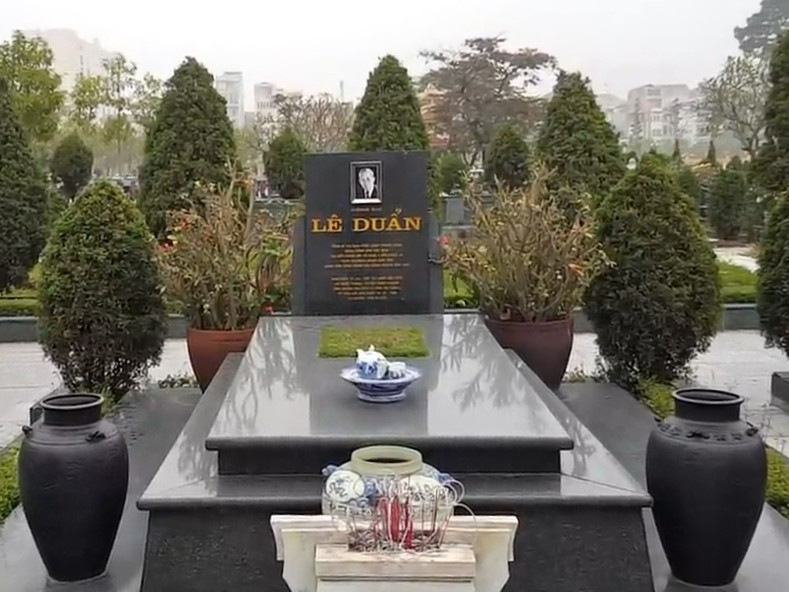
黎笋於梅驛公墓的墓地

黎笋在位期間，由於其親近苏联的立場，導致其在位期間與中國的關係十分緊張，他否认中國對西沙群島和南沙群島的領土主張，認為越南擁有對整個南海的主權。黎笋在越南国内还發動了排華運動，導致大量越南的華人被迫離開越南。1986年7月10日黎笋在河内去世，葬於河內的梅驛公墓，去世时仍然保留着越共总书记的职务；他的继任者是长征。

## 著作
- 《为了独立自由，为了社会主义，在党的旗帜下奋勇前进，夺取新胜利》（1970年）
- 《世界形势及我党的国际任务》（1975年）
- 《越南社会主义革命》（1976年）
- 《越南工人阶级与工农联盟》（1976年）
- 《寄给南方的信》（1986年）

## 荣誉
- 列宁和平奖（1979年）[2]
- 列宁勋章（1982年1月22日）
- 克莱门特·哥特瓦尔德勋章（1982年3月22日）[3]

## 家庭
- 第一任妻子黎氏霜（Lê Thị Sương，1910 - 2008）生长子黎汗，越南人民軍上校；女黎氏渠（Lê Thị Cừ），黎雪红（Lê Tuyết Hồng），黎氏妙妹（Lê Thị Diệu Muội）。
- 第二任妻子阮瑞娥（Nguyễn Thụy Nga）生女儿黎舞英（Lê Vũ Anh），次子黎坚诚（Lê Kiên Thành）曾任越南技术商业银行董事局主席。现在是都市建设发展股份公司董事会主席，天明公司总经理。他也是胡志明市在越南祖國陣線委員會的成員，三子黎坚忠（Lê Kiên Trung）任少将，越南公安部第二副主任。

## 紀念
前南越首都西貢改名胡志明市後，原美國大使館、法國大使館和英國大使館所在的統一大道（Thong Nhat Blvd）也改稱黎筍大道（Le Duan Blvd）。

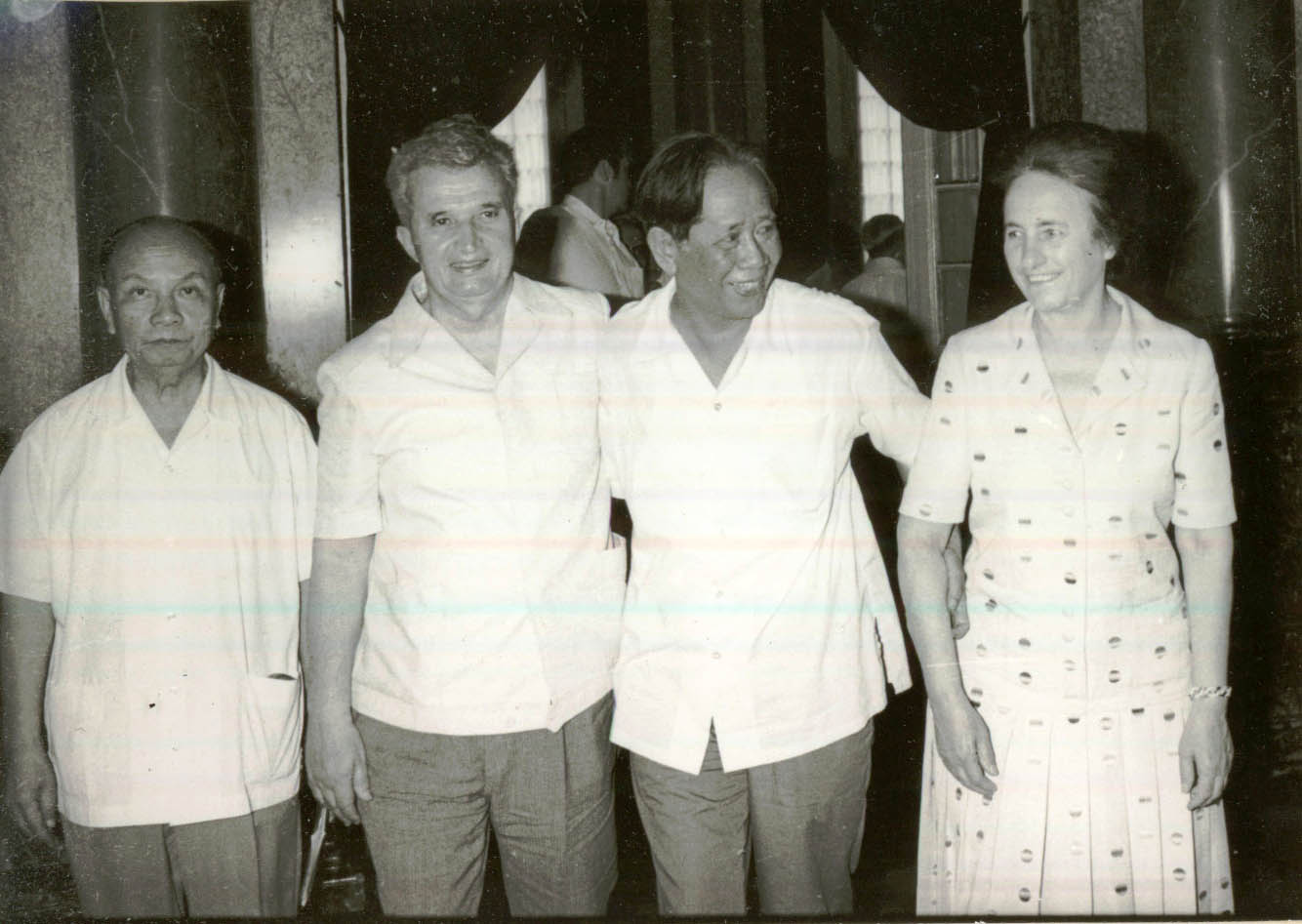
长征、黎笋与齐奥塞斯库夫妇